# Надгробни споменик Драгићу Радосавчевићу у Горачићима
Надгробни споменик Драгићу Радосавчевићу у Горичићима налази се на гробљу Черговиште у селу Горачићи, Општина Лучани. Подигнут је дечаку који је 1905. преминуо у деветој години.
Споменик је рад драгачевског каменоресца Млађена Раковића.

## Опис
Споменик је у облику стуба од пешчара, са покривком од тање оштећене плоче. На западној страни, у лучно засвођеном пољу уклесан је текст епитафа, оперважен стилизованом цветном орнаментиком. Изнад натписа је равнокраки крст у ловоровом венцу. Текст епитафа наставља се на северној бочној страни, док је на јужној уклесан симболичан приказ цветне гране на којој голуб зобље грожђе.
Са источне стране, у врху, уклесан је велики равнокраки крст на постољу, испод кога је приказ дечака са шајкачом, који јаше пропетог коња. Мастионица са пером означава да је био ђак. Дечак у руци држи отворену књигу са натписом:
Радуј се прави, а покај се грешни. Рече Бог.
Споменик је оштећен и прекривен лишајем. Грубо је саниран помоћу кречног млека, како се површина сипког камена не би даље осипала.

## Епитаф
Споменик Драгићу Радосавчевићу (†1905) (Горачићи – Черговиште)
Авај свету мој зелени цвету
одма постаг а одма ме неста
душа моја сад у рају бива
а тело ми мати земља скрива.
ДРАГИЋА
од 9 год.
Син Милосава и Божике Радосавчевића
из Горачића
Ђака I разреда основне школе.
Умро је 4. децембра 1905 год.
нажалост своје родбине и целе околине.
Овајму спомен подиже
његов отац Милосав
На књизи коју држи дечак исписано је: 
Радуј се прави,
а покај се грешни.
Рече Бог.